# Neobythites marquesaensis
Neobythites marquesaensis är en fiskart som beskrevs av Nielsen 2002. Neobythites marquesaensis ingår i släktet Neobythites och familjen Ophidiidae. Inga underarter finns listade i Catalogue of Life.